# Mariana Pineda
Mariana Pineda är en pjäs från 1923-1925 av den spanske dramatikern Federico Garcia Lorca. Handlingen är baserad på en verklig persons liv, spanjorskan Mariana de Pineda. Pjäsen hade premiär i Barcelona i juni 1927.